# Atletismo nos Jogos Pan-Americanos de 1971 - Pentatlo feminino
A prova do pentatlo feminino nos Jogos Pan-Americanos de 1971 foi realizada em Cali, Colômbia.

## Medalhistas
| Ouro                            | Prata                | Bronze                     |
| Debbie Van Kiekebelt CAN Canadá | Penny May CAN Canadá | Aida dos Santos BRA Brasil |

## Resultados
| Posição           | Nome                 | Nacionalidade      | Pontos | Notas |
| ----------------- | -------------------- | ------------------ | ------ | ----- |
| Medalha de ouro   | Debbie Van Kiekebelt | CAN Canadá         | 4290   |       |
| Medalha de prata  | Penny May            | CAN Canadá         | 4112   |       |
| Medalha de bronze | Aida dos Santos      | BRA Brasil         | 3887   |       |
| 4                 | Marilyn King         | USA Estados Unidos | 3867   |       |
| 5                 | Lucía Vaamonde       | VEN Venezuela      | 3831   |       |
| 6                 | Mercedes Román       | MEX México         | 3758   |       |
| 7                 | Emilia Dyrzka        | ARG Argentina      | 3641   |       |
| 8                 | Silvia Tapia         | MEX México         | 3381   |       |